# De Monarchia

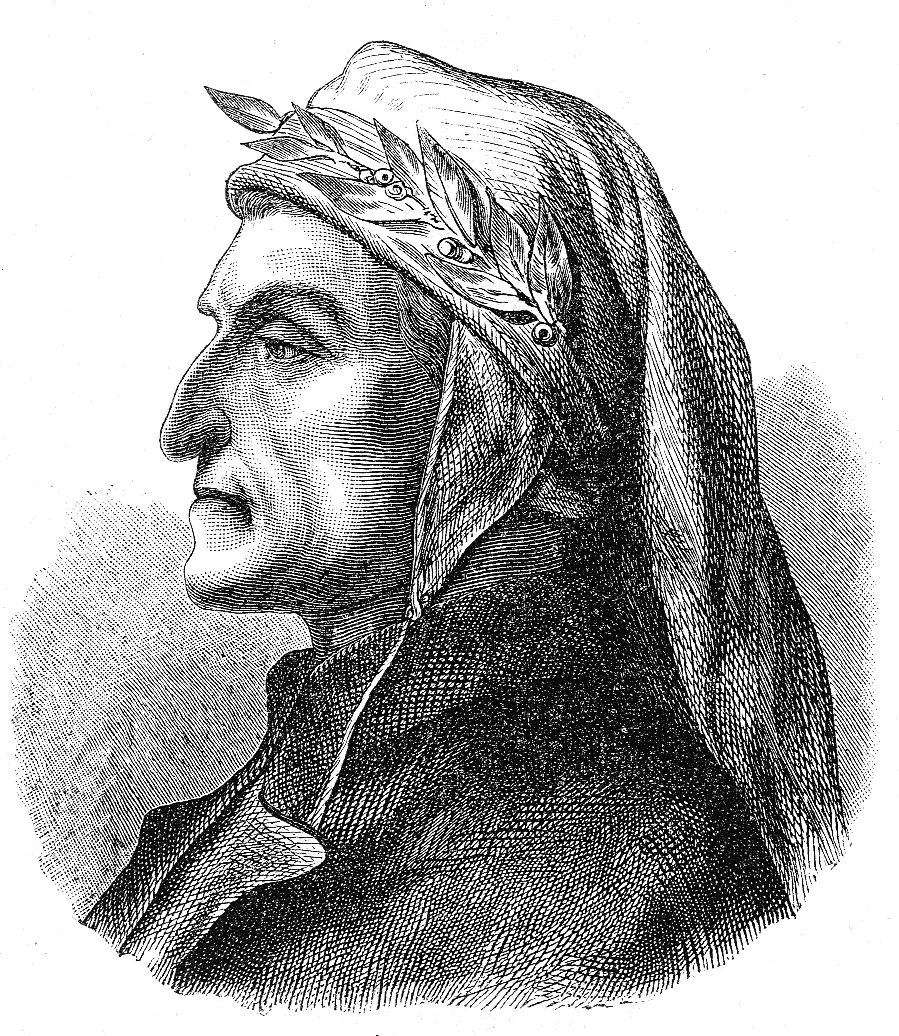
Dante Alighieri

Armes de l'emperador Enric VII

Armes del papa Climent V

De Monarchia o Monarchia és un assaig polític de Dante Alighieri, escrit durant el seu exili a Ravenna, en què el poeta florentí tracta sobre la forma de govern ideal; i, en concret, el rol que en aquest govern li correspon a l'emperador d'Alemanya i al papa, com a sobirà dels Estats Pontificis. Dante opina que l'autoritat de l'emperador no prové pas del papa, tot i que alhora remarca la subjecció de l'emperador respecte al papa, perquè la felicitat temporal cap a la qual guia l'emperador està en funció de la felicitat eterna a la qual duu el papa.

## Context històric
De Monarchia fou escrita cap al 1313. Compon el text en llatí, i això en una època en què ha escrit en toscà el Convivio i la Divina Comèdia, mostra el seu desig de donar a conéixer el seu contingut en l'ambient intel·lectual, no sols de la península Itàlica, sinó de tot Europa. El seu contingut, d'altra banda, és reflex del seu pensament filosòfic i polític, i de les circumstàncies històriques que l'envolten.
Escrit durant l'exili a Ravenna, l'obra la degué escriure després d'uns fets que en un primer moment el van omplir d'esperança, tot i que el final defraudà aquestes expectatives. Les autoritats de Florència, sota el poder dels que donaven suport a la intervenció del papa en el govern de la ciutat havien prohibit a Dante el retorn a Florència. Al novembre del 1308, Enric VII, comte de Luxemburg, va rebre l'elecció imperial i uns mesos després, al juliol del 1309, Climent V, que havia succeït a Bonifaci VIII, declarà que Enric era rei dels romans i el convidà a Roma per a ser coronat com a emperador del Sacre Imperi romanogermànic. Dante considerava positiva la situació d'un emperador disposat a assegurar la pau a Itàlia, i que fos respectuós amb el papat. Enric, però, es va detenir massa temps en el nord i això permeté que els seus enemics s'organitzassen, i el mateix papa Clement es va tornar contra Enric. Fou aquesta acció del papa allò que el dugué a escriure Monarchia, un dels majors tractats polèmics seus.

## Estructura i contingut deMonarchia
El text de Dante es distribueix en tres llibres, sense títol, i s'identifiquen pel número romà d'ordre. Cadascun d'aquests llibres conté diferent nombre de capítols: el Llibre I, 16; el II, 11, i el III, 15.

### Primer llibre
Dante dedica el primer llibre a una demostració de la necessitat de l'imperi per al benestar mundial. Mostra que l'objectiu de la societat és el progrés intel·lectual, l'avanç en el coneixement, i això s'assoleix en un estat de tranquil·litat i pau. Sobre aquesta idea desplega un conjunt d'arguments, a manera de sil·logismes, que mostren el paper de l'emperador en l'assoliment d'aquesta pau. Les parts que conformen la humanitat necessiten un poder que les coordine i dirigisca per a la finalitat que li és pròpia; sols en aquest ordre superior, cada part pot assegurar l'ordre interior. La unitat de Déu, l'harmonia en l'univers físic regit pel Primer motor, són ideals als quals la humanitat pot acostar-se sota el govern de l'emperador.
La llibertat humana, que és el millor obsequi que Déu ens ha fet, és afavorida també per l'imperi. La base de la llibertat és el lliure albir que jutja sense deixar-se dur pels apetits; la humanitat gaudeix el màxim de llibertat en la mesura en què l'emperador situa els governs, que tracten de fer-nos serfs, en el camí correcte, perquè s'orienten cap a la llibertat (llibre I, cap. 12).

### Segon llibre
En aquest llibre, Dante mostra que la dignitat imperial correspon per dret al poble romà. No és pas aquesta la situació en què s'ha mantingut Roma fins als anys en què viu Dante, per això enceta aquest llibre referint-se al segon psalm de David, en què es mostra com els reis s'han conxorxat contra l'ungit de Déu. Per a demostrar el rol que cal que exercisca el poble romà, Dante explica com aquest paper li ha estat assignat per voluntat divina. Enalteix la noblesa del poble romà, que té l'origen en Enees, que replegava la virtut dels seus ancestres. També, l'ús de la llei per l'Imperi romà mostra l'anhel d'assolir el bé de tota la humanitat; el fet que l'Imperi romà triomfàs en el govern del món, quan molts altres imperis havien fracassat en aquest intent, hi fa palesa la voluntat de Déu.
Fins ara la demostració s'havia basat en fets humans; Dante, però, vol demostrar-la també per la fe. Per a això, es recolza en el naixement de Crist quan es va donar l'edicte per a formar el cens de l'imperi, i amb això mostra que la promulgació pels romans era correcta i justa l'autoritat que el promulgà. Aquesta mateixa autoritat fa que la mort, sota el poder romà, siga el càstig dels nostres pecats; perquè un càstig només existeix quan l'infringeix qui té el poder legítim per a castigar. Dante acaba l'assaig queixant-se que les condicions a la península Itàlica s'hagen entelat com a resultat de la donació de Constantí, que es va deixar enganyar per les seues intencions pietoses.

### Tercer llibre
En el tercer llibre mostra, en certa manera, l'objectiu pel qual Dante escriu aquest tractat: respondre a una qüestió que considera de primera magnitud, si l'autoritat de l'emperador deriva directament de Déu, o mitjançant el papa (llibre III, cap. 1 §5). Per a respondre aquesta qüestió es recolza en el principi que considera irrefutable: "quod naturae intention repugnat Deus nolit", és a dir: Déu no vol el que repugna a la intenció de la natura.
L'autor identifica tres tipus de persones que consideren que l'autoritat de l'imperi depén de l'autoritat de l'Església. D'una banda, els que, moguts per la cobdícia, es diuen fills de l'Església, però en realitat són capaces de negar la veritat (llibre III, cap. 3 §8); contra aquests no considera pas necessari donar cap argument. Uns altres volen disminuir l'autoritat de l'imperi recolzant-se en les decretals pontifícies (llibre III, cap. 3 §9), com si fossen fonament de la fe; tot i que Dante les reconeix venerables, pensa que no poden anteposar-se a les Sagrades Escriptures, ni a les obres dels pares de l'Església. En acabant, hi ha una altra categoria de persones que volen subjectar l'autoritat de l'emperador a la de l'Església, moguts pel zel pel poder de les claus, que Crist lliurà a Pere (llibre III, cap. 3 §7), i per amor a l'Església; en aquesta categoria entra el papa, certs bisbes i altres fidels. Els arguments que donen aquestes persones són els que vol rebatre.
Analitza així els arguments aportats recolzats en l'Antic i Nou Testament, i els que provenen de la donació de Constantí. No en considera vàlid cap, Quant als arguments històrics, tot i que pensa que aquesta donació va existir, remarca que només va suposar cedir l'administració d'aquests béns a l'Església, però no pas la seua propietat, i menys encara que, recolzat en aquesta donació, el papa pogués transferir l'autoritat imperial d'Orient a Occident.
Al costat del rebuig d'aquests arguments, Dante presenta els que mostren que l'autoritat de l'emperador no depén de l'Església. D'una banda, recorda que l'imperi és anterior a l'Església, i per això no en pot rebre l'autoritat (llibre III cap. 12 §3); de l'altra, l'Església no té pas autoritat en els afers temporals, i per això no pot transmetre a l'imperi tal potestat, perquè ningú dona el que no té (llibre III cap. 13 §6). En acabant, el poder de conferir l'autoritat s'oposa a la naturalesa de l'Església, com mostra que Crist davant Pilat rebutjà el poder temporal (llibre III cap. 14 §5).
Dante no es limita pas a negar l'opinió contrària, sinó que de vol demostrar que l'autoritat de l'emperador depén de Déu (llibre III cap. 15 §2). Parteix per a això de la naturalesa humana composta d'ànima i cos, i per tant amb dos objectius: la felicitat terrenal i l'eterna. Cadascuna d'aquestes finalitats té el seu camp d'acció (llibre III cap. 15 §6): la felicitat terrenal s'assoleix actuant d'acord amb les virtuts morals i terrenals; la felicitat eterna seguint els ensenyaments revelats i obrant segons les virtuts teologals. Per assolir-ho, l'ésser humà ha de superar els obstacles de l'egoisme, i per a això Déu li ha donat unes guies. El papa, seguint la veritats revelades, condueix les persones a la vida eterna (llibre III cap. 15 §10); l'emperador, seguint els ensenyaments de la filosofia, les guia cap a la felicitat terrestre (llibre III cap. 15 §13).
Per tant, l'autoritat de l'emperador deriva de Déu per l'elecció pels prínceps electors; igual que la del papa procedeix de Déu per l'elecció canònica. Tanmateix, Dante, aclareix que això no exclou pas que hi haja un vincle de subjecció de l'emperador al papa, perquè la felicitat terrestre està en funció de l'eterna, Per això, l'emperador deu al papa "la reverència que el fill deu a son pare; i el papa, en beneir-lo, l'il·lumina amb la gràcia, perquè puga exercir més eficaçment el govern que Déu li ha conferit" (llibre III, cap. XV §18).

## Teoria política deMonarchia
Dante exposa en Monarchia la funció que correspon a l'emperador d'Alemanya en el govern de la península Itàlica, amb una autoritat que li ve directament de Déu, i que no li la dona l'Església. Però, fora del context històric i cultural en què presenta l'obra, Dante ofereix una teoria política sobre les relacions entre l'Església i l'estat: els dos poders tenen el seu camp d'acció: l'estat persegueix el bé temporal dels súbdits, l'Església el bé etern dels cristians. És un principi afirmat per Crist: "doneu al Cèsar el que és del Cèsar i a Déu el que és de Déu". Però aquesta independència no suposa pas que l'estat s'oblide que el bé temporal ha d'estar al servei del bé espiritual. El final del tractat, Dante diu de manera rotunda que hi ha un vincle de subjecció de l'emperador respecte al pontífex, en tot allò que correspon al bé espiritual dels ciutadans.
Entre les solucions presentades per a explicar la relació entre l'Església i l'estat, Dante "encaixa entre els qui, evitant les posicions radicals del nacionalisme francés i l'imperialisme gibel·lí, intentaren la forma moderada d'harmonitzar les demandes de la idea imperial amb les de la supremacia del poder espiritual, sense detenir-se en la coordinació dels dos poders. Era enemic, per tant, de la "potestas directa in temporalibus" de l'Església, però no pas d'una relació fonamentada en el principi de la superioritat del fi espiritual humà sobre el fi temporal".